# Баслаки (Островский район)
Баслаки — деревня в Бережанской волости Островского района Псковской области.
Расположена на правом берегу реки Веда (левый приток Великой), в 16 км к северо-западу от центра города Остров и в 8 км к западу от деревни Рубилово.
Численность населения деревни по состоянию на 2000 год составляла 5 человек.
До 2005 года деревня входила в состав ныне упразднённой Калининской волости с центром в д. Рубилово.